# Ичке-Булун
Ичке-Булун (кирг. Ичке-Булун) — село в Джети-Огузском районе Иссык-Кульской области Кыргызстана. Входит в состав Липенского аильного округа. Код СОАТЕ — 41702 210 840 04 0.

## Население
По данным переписи 2009 года, в селе проживало 1428 человек.

## Известные уроженцы
- Эсенкожоев, Кусеин  (1920-1944) — советский киргизский писатель и поэт.